# Barrera Weismann

Esquema de la teoría del plasma germinal de August Weismann. El material hereditario, el plasma germinal, se limita a las gónadas. Las células somáticas (del cuerpo) se desarrollan de nuevo en cada generación a partir del plasma germinal. Lo que les ocurra a esas células no afecta a la siguiente generación.

La barrera Weismann es el principio de que la información hereditaria sólo se mueve desde los genes a las células del organismo, y nunca al revés. En terminología más precisa la información hereditaria se mueve sólo a partir de células de línea germinal a células somáticas (es decir, la retroalimentación del soma a línea germinal es imposible). Esto no se refiere al dogma central de la biología molecular, que establece que la información no secuenciada no puede viajar de las proteínas al ADN o al ARN.
La barrera de Weismann tiene implicaciones para la terapia génica en humanos. Si la barrera de Weismann es permeable, entonces los tratamientos genéticos de células somáticas en realidad pueden dar lugar a un cambio heredable en el genoma, posiblemente resultando en la ingeniería genética de la especie humana en lugar de sólo individuos. Además, abriría la puerta a la existencia de ciertos conceptos lamarckianos que anteriormente no tenían ningún mecanismo de apoyo.
El uso de esta teoría se denota a veces como weismannismo.

## Críticas recientes
Desde finales del siglo XX ha habido críticas a la barrera impermeable de Weismann. Todas estas críticas están centradas en las actividades de una enzima llamada transcriptasa inversa. 
Las evidencias en contra de la barrera Weismann han comenzado a montarse a partir de la «transferencia horizontal de genes», según la cual diferentes especies parecen estar intercambiando genes a través de las actividades de los retrovirus. Los retrovirus son capaces de transferir genes entre especies porque se reproducen mediante la integración de su código en el genoma del huésped y a menudo mueven también código cercano en la célula infectada. En vista de que estos virus utilizan el ARN como su información genética, necesitan la transcriptasa inversa para convertir antes su código en ADN. Si la célula que infectan es una célula germinal, el ADN integrado puede formar parte del acervo génico de la especie.
Otra evidencia contra la barrera de Weismann se encuentra en el sistema inmune. Una controvertida teoría de Edward J. Steele sugiere que los retrovirus endógenos portan nuevas versiones de genes V desde las células somáticas del sistema inmune a las células de la línea germinal. Esta teoría se expone en su libro «Lamarck's signature». Steele observa que el sistema inmune tiene que ser capaz de evolucionar rápidamente para adaptarse a la presión evolutiva, ya que los agentes infecciosos evolucionan muy rápido. También indica que hay muchos retrovirus endógenos en nuestro genoma y parece razonable pensar que tengan algún propósito.

## Plantas
En las plantas, los cambios genéticos en las líneas somáticas pueden y de hecho resultan en cambios genéticos en las líneas germinales, debido a que las células germinales son producidas por los linajes de células somáticas (meristemo vegetativo), que pueden ser bastante viejos (muchos años) y haber acumulado múltiples mutaciones desde la germinación de las semillas, algunas de ellas sujetas a la selección natural.